# C/2009 N2 (SOHO)
C/2009 N2 (SOHO) – kometa jednopojawieniowa odkryta na zdjęciach SOHO przez Michała Kusiaka. Została odkryta 4 lipca 2009 roku. Należy do grupy komet Kreutza.